# Julafton hemma
Julafton hemma är ett julalbum som släpptes 1993 av det svenska dansbandet Wizex.

## Låtlista
1. En lång kall vinter (It's Gonna Be a Cold Cold Winter) (Grainger/Trent-Sv.text: K.Almgren)
2. Nu tändas tusen juleljus (Emmy Köhler)
3. Rudolf med röda mulen (Rudolph the Red-Nosed Reindeer) (Marks/Sandström)
4. Jag drömmer om en jul hemma (White Christmas) (Berlin/Lennart)
5. Hej, mitt vinterland (Lindeborg)
6. Härlig är jorden (Dejlig er jorden) (Trad.arr: Keller Text: Severin-Ingman/Båth-Holmberg)
7. Tomten kommer snart (Santa Claus is Coming to Town) (Coots/Gillespie/Ström)
8. Kom hem till jul (Comin' Home for Christmas) (Howe/Reny Sv.text: D.Stråhed)
9. Vår vackra vita vintervärld (Winter Wonderland) (Bernard/Smith/Green)
10. Låt mig få tända ett ljus (Schlafe, mein Prinzchen, schlaf ein) (Mozart/Carlsson Musik Trad.arr: Keller)
11. Julafton hemma (Christmas Without You) (Parton/Goldstin Sv.text: D.Stråhed)
12. Stilla natt (Stille Nacht, heilige Nacht) (Gruber/Mohr/Fogelqvist)

### Fotnoter
1. ↑  ”Danswebb”. Arkiverad från originalet den 4 mars 2016. https://web.archive.org/web/20160304234338/http://www.dans-web.nu/skivor/index.php?pid=view&ref_cd=93. Läst 9 juni 2011.
2. ↑  ”Svensk mediedatabas”. http://smdb.kb.se/catalog/id/001512293. Läst 22 april 2011.
3. ↑  ”Svensk mediedatabas”. http://smdb.kb.se/catalog/id/001536093. Läst 22 april 2011.